# Schafat
Schafat ist im Alten Testament der Name von fünf Personen.

## Etymologie
Der hebräische Personenname שָׁפָט šāfāt ist die Kurzform eines Verbalsatznamens, bei dem nur noch das Prädikat erhalten ist, während das Subjekt, welches das theophore Element bildet, weggefallen ist. Die Wurzel שׁפט šft bedeutet „Recht verschaffen“ und so ergibt sich für den Namen die Übersetzung „(Gott) hat Recht verschafft“. Langformen, die auf die gleiche Wurzel zurückgehen und die gleiche Bedeutung haben, sind die Personennamen Schefatja (שְׁפַטְיָה šəfatjāh), Elischafat (אֱלִישָׁפָט ’älîšāfāt) und Joschafat (יְהוֹשָׁפָט jəhôšāfāt und יֹושָׁפָט jôšāfāt).
Die Septuaginta gibt den Namen auf verschiedene Weise wieder, nämlich als Σαφατ safat (in Num 13,5 , 1 Kön 19,16 .19  und 2 Kön 3,11 ), in 2 Kön 6,31  fehlt der Name, 1 Chr 3,22  steht Σαφαθ Safat. In 1 Chr 5,12  wird der Versteil „Janai und Schafat“ mit Ιανι ὁ γραμματεὺς iani ho grammateus „Iani, der Schreiber“ wiedergegeben und scheint damit einen hebräischen Text יַעְנַי הַסֹּפֵר ja‘naj hassofer vorauszusetzen. In 1 Chr 27,29  wird der Name schließlich Σωφατ Sōfat geschrieben. 

## Schafat, Sohn Horis
In Num 13  wird Mose von JHWH damit beauftragt, Kundschafter zur Erkundung des Landes Kanaan auszusenden, und zwar von jedem Stamm einen. Für den Stamm Simeon wird Schafat, der Sohn Horis geschickt (Num 13,5 ).

## Schafat, Vater Elischas
In 1 Kön 19,16 .19 , 2 Kön 3,11  und 6,31  wird Schafat als Vater des Propheten Elischa erwähnt. Dieser stammt aus Abel-Mehola.

## Schafat, Sohn Schechanjas
1 Chr 3,22  erwähnt Schafat als jüngsten Sohn Schechanjas zusammen mit seinen Brüdern Schemaja, Hattusch, Jigal, Bariach und Nearja. Er ist ein Nachkomme des Königs Jojachin in fünfter Generation und Nachkomme König Davids in 23. Generation.

## Schafat, Gaditer
In 1 Chr 5,12  ist Schafat ein Oberhaupt des Stammes Gad nach Joël, Schafam und Janai. Er wohnte im Baschan. Möglicherweise ist der Name an dieser Stelle aber auch nur aus einem Schreibfehler entstanden. Die Septuaginta überliefert an dieser Stelle „Iani, der Schreiber“, was auf den hebräischen Text יַעְנַי הַסֹּפֵר ja‘naj hassofer zurückgehen könnte.

## Schafat, Sohn Adlais
Schließlich ist in 1 Chr 27,29  Schafat ein Verwalter König Davids. Er hatte die Aufsicht über die Rinder in den Tälern.